# Kihljärv
Kihljärv (est. Kurtna Kihljärv ) – jezioro w gminie Illuka, w prowincji Virumaa Wschodnia, w Estonii. Położone jest na terenie obszaru chronionego krajobrazu Kurtna (est. Kurtna maastikukaitseala). Ma powierzchnię 2 hektarów, linię brzegową o długości 643 m, długość 230 m i szerokość 140 m. Jest otoczone lasem. Jest jednym z 42 jezior wchodzących w skład pojezierza Kurtna (est. Kurtna järvestik). Sąsiaduje z jeziorami Nootjärv, Konnajärv, Ratasjärv, Mätasjärv, Mustjärv, Lusikajärv.